# Laxardal

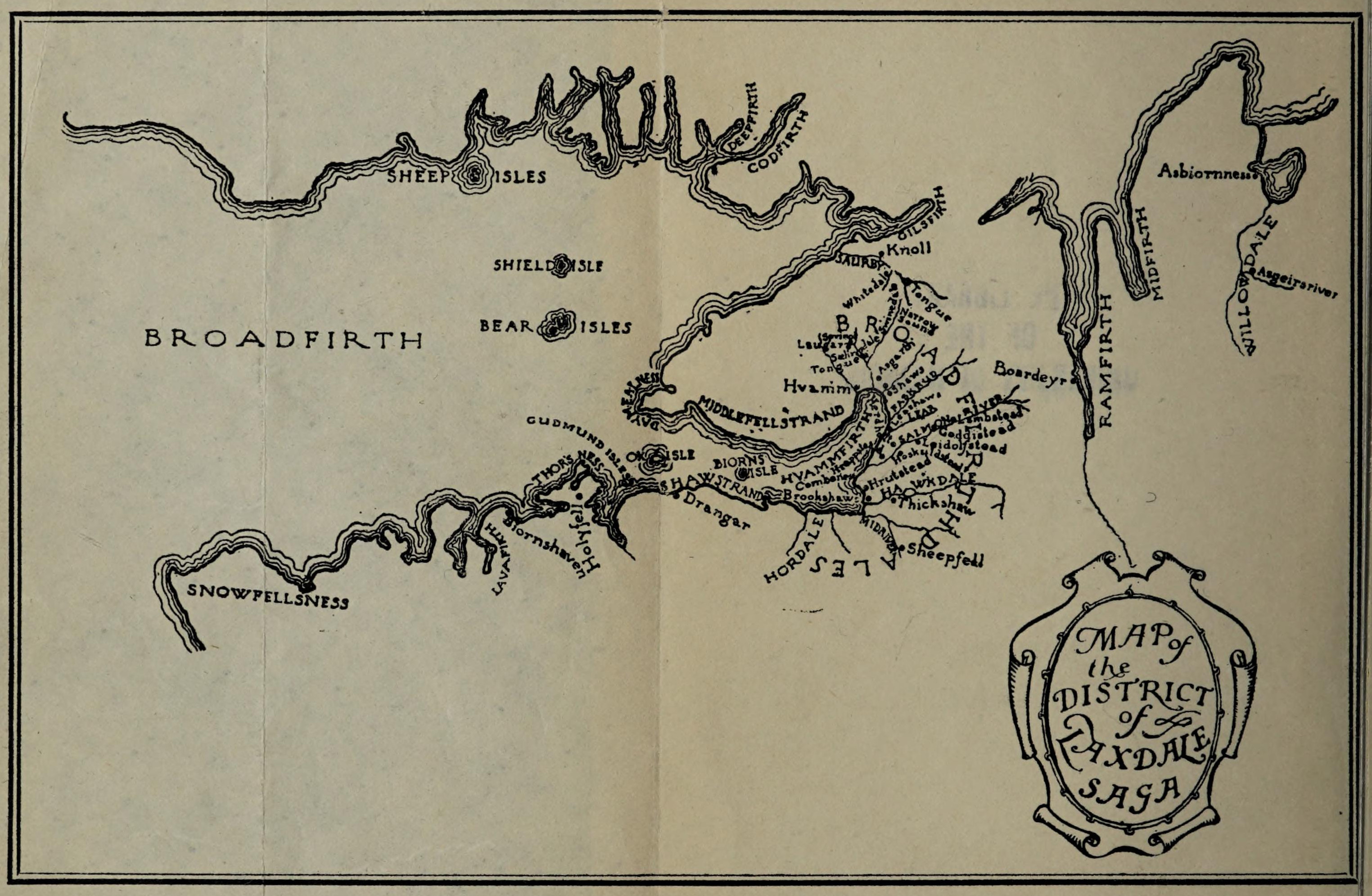
Mapa de Laxardal segons la Saga de Laxdœla, imatge procedent d'una traducció anglesa

Laxardal és una zona geogràfica al nord-oest d'Islàndia, ara Comtat de Skagafjardarsýsla, regió de Norðurland vestra.
És un municipi famós perquè apareix en la Saga de Laxdœla i pels esdeveniments protagonitzats per la seua població al segle X; és també terra de personatges històrics en l'era vikinga com Auðr djúpúðga Ketilsdóttir, Hoskuld Dala-Kollsson, Hrut Herjolfsson i Ólafur pái Höskuldsson.